# Сосна Бальфура
Сосна́ Бальфура (Pinus balfouriana) — растение, дерево рода сосна семейства сосновых. Редкий вид, эндемик штата Калифорния в США, в Северной Америке. Названа в честь шотландского ботаника Джона Хаттона Бальфура.

## Ботаническое описание
Дерево до 22 м высотой. Ствол прямой либо наклонный, до 2,6 м в диаметре. Крона может быть как широко конусообразная, так и несимметричная. Кора серая, желтовато-розовая или светло-коричневая; с чешуйчатыми пластинами неправильной формы и глубокими трещинами. Ветви искривлённые, направлены вверх либо вниз; маленькие веточки красно-коричневые, с возрастом серые или тускло-жёлто-серые; гладкие или покрыты лёгким пушком. Молодые ветви из-за листьев напоминают хвощ лесной (Equisetum sylvaticum).
Почки яйцевидно-заострённые, красно-коричневые, 0,8 — 1 см, смолистые. Листья по пять в пучке, искривлённые, живут 10 — 30 лет, 1,5 — 4 см длиной, 1 — 1,4 толщиной, в основном плотно прижаты друг к другу, тёмно-синие или тёмно-жёлто-зелёные; верхняя поверхность без центрального желобка, но обычно с двумя субэпидермальными, но хорошо заметными полосками, на нижней поверхности чётко видны белые устьичные линии; края в основном цельнокрайные или тупые, верхушка листа острая либо заострённая; влагалище листа 0,5 — 1 см, скорее в форме розетки, рано опадает.
Мужские шишки эллиптические, 6 — 10 мм длиной, красные. Женские шишки плодят раз в 2 года, разбрасывают семя и сразу опадают; широкие, симметричные; ланцевидно-цилиндричные с конусообразным основанием перед раскрытием, широкояйцевидные или яйцевидно-цилиндрические после открытия; 6-9(-11) см длиной, фиолетовые, с возрастом красно-коричневые, почти бесчерешковые; апофизы утолщённые, округлые, возрастают по направлению к основанию; выступ по центру, обычно вогнутый; колючки отсутствуют либо слабо выражены, до 1 мм, смола выделяет янтарь. Семена эллипсоидные либо узкие яйцевидные, до 10 мм, тускло-коричневые, покрыты тёмно-красными крапинками; крыло 10 — 12 мм.

### Отличия от схожих видов
По характеристикам хвои очень трудно отличима от Сосны остистой (Pinus longaeva), но у сосны остистой крона строго конусообразной формы, с отчётливой короткой, впалой по центру верхушкой.

## Распространение
Эндемик американского штата Калифорния. Разделяется на два подвида, разделённых территориально на расстоянии приблизительно в 500 км друг от друга:
- Подвид Pinus balfouriana ssp. balfouriana растёт в горах Сискию (Siskiyou), Скотт (Scott) и Болли (Bolly) на высоте 1 525 — 1 830 м над уровнем моря.
- Подвид Pinus balfouriana ssp. austrina встречается в чистом виде на южных западных склонах гор Сьерра-Невады на высоте 2 750 — 3 650 м над уровнем моря, вокруг истоков рек Кингс (Kings), Керн (Kern) и Кавеа (Kaweah). Почти все деревья южной популяции растут в границах Национального парка "Секвойя". В обоих популяциях Сосна Бальфура часто образует верхнюю границу древесной растительности в горном субальпийском поясе.